# Antanas Baranauskas
Antanas Baranauskas, Antoni Baranowski (ur. 17 stycznia 1835 w Oniksztach, zm. 26 listopada 1902 w Sejnach) – litewski duchowny rzymskokatolicki, poeta, językoznawca, biskup pomocniczy żmudzki w latach 1884–1897, biskup diecezjalny sejneński w latach 1897–1902.

## Życiorys
Urodził się 17 stycznia 1835 w Oniksztach. W latach 1851–1853 kształcił się w szkole kancelistów gminnych w Rumyszyszkach i wtedy napisał swoje pierwsze wiersze. Równocześnie zgłębiał wiedzę z zakresu folkloru litewskiego, zbierając utwory ludowe zwane dainami, traktujące o różnej tematyce, opisujące zajęcia gospodarcze, zwyczaje i obyczaje ludowe, obrzędy i wierzenia religijne.
Następnie pracował jako pisarz gminny w Wojnucie, Rosieniach, Surwiliszkach i Sadach. W międzyczasie napisał około 90 utworów w języku polskim, a niektóre z nich opublikował w „Tece Wileńskiej”. Wpływ na jego dalsze życie miało poznanie poetki Karoliny Proniewskiej, która pobudziła w nim świadomość narodową oraz zachęciła do pisania w języku litewskim i prowadzenia badań nad ludowymi pieśniami litewskimi, a dzięki pomocy jej brata księdza Ottona Proniewskiego opublikował swoje wiersze i wstąpił do seminarium duchownego.
Studia seminaryjne odbył w Worniach, po czym wstąpił do Akademii Duchownej w Petersburgu. Tamże w 1862 uzyskał magisterium ze świętej teologii. 22 kwietnia 1861 został wyświęcony na diakona, a 24 marca 1862 przyjął święcenia prezbiteratu. Dalsze studia odbył w Monachium, Rzymie i Louvain. Po powrocie z nich był bibliotekarzem oraz profesorem teologii pastoralnej, liturgii i śpiewu w Akademii Duchownej w Petersburgu. Następnie został profesorem seminarium duchownego w Kownie, gdzie od 1874 pełnił funkcję inspektora. W 1879 objął godność kanonika katedralnego żmudzkiego, a w 1883 prałata scholastyka.
24 marca 1884 został mianowany biskupem pomocniczym diecezji żmudzkiej ze stolicą tytularną Thespiae. Święcenia biskupie otrzymał 24 czerwca 1884 w Petersburgu. Udzielił mu ich Szymon Marcin Kozłowski, biskup diecezjalny łucki i żytomierski, któremu asystowali Cyryl Lubowidzki, biskup pomocniczy łucki i żytomierski, i Anton Zerr, biskup pomocniczy Tyraspola. 21 lipca 1897 został przeniesiony na urząd biskupa diecezjalnego diecezji sejneńskiej. Ingres odbył 28 grudnia 1897. Zabiegał o pojednanie wiernych narodowości polskiej i litewskiej.
Był współkonsekratorem podczas sakry 12 biskupów.
Zmarł 26 listopada 1902 w Sejnach. Pochowany został w kaplicy Matki Bożej w katedrze sejneńskiej.

## Działalność literacka i naukowa
Uznawany jest za pierwszego litewskiego poetę romantycznego i pierwszego litewskiego poetę, który sprzeciwiał się władzy cara i przedstawiał sposoby realizacji programu odrodzenia Litwy. W wierszach opisywał piękno ojczystej ziemi, historię Litwy oraz uczucia religijne i treści narodowe. Za najważniejszy utwór w jego dorobku uznawany jest poemat Borek Oniksztyński (1860–1861), inspirowany Panem Tadeuszem Adama Mickiewicza.
W pracy naukowej zajmował się badaniem języka litewskiego oraz żmudzkich i litewskich dialektów. W 1857 wydał pracę O żmudzkim i litewskim języku. Specjalizował się w lingwistyce porównawczej, opracował zasady ortografii i stworzył gramatykę języka litewskiego. W 1875 opublikował pozycję Nauka języka litewskiego. Przygotował katechizm w języku litewskim, tłumaczył na ten język Pismo Święte i okazjonalnie tworzył litewskie pieśni religijne. Naukowo interesował się również filozofią i matematyką.